# Grave del Piave - Fiume Soligo - Fosso di Negrisia
Grave del Piave - Fiume Soligo - Fosso di Negrisia este o arie protejată (arie specială de conservare — SAC, sit de importanță comunitară — SCI) din Italia întinsă pe o suprafață de 4.752 ha, integral pe uscat.

## Localizare
Centrul sitului Grave del Piave - Fiume Soligo - Fosso di Negrisia este situat la coordonatele 45°49′15″N 12°14′31″E / 45.8208°N 12.2419°E.

## Înființare
Situl Grave del Piave - Fiume Soligo - Fosso di Negrisia a fost declarat sit de importanță comunitară în iulie 2006 pentru a proteja 44 de specii de animale. Situl a fost protejat și ca arie specială de conservare în iulie 2018.

## Biodiversitate
Situată în ecoregiunea continentală, aria protejată conține 7 habitate naturale: Cursuri de apă de la nivel de câmpie la nivel montan, cu vegetație Ranunculion fluitantis și Callitricho-Batrachion, Pajiști cu Molinia pe soluri calcaroase, turboase sau argilos-nămoloase (Molinion caeruleae), Pajiști uscate seminaturale și facies de acoperire cu tufișuri pe substraturi calcaroase (Festuco-Brometalia) (* situri importante pentru orhidee), Păduri aluvionare cu Alnus glutinosa și Fraxinus excelsior (Alno-Padion, Alnion incanae, Salicion albae), Pajiști uscate din regiunea submediteraneeană estică (Scorzoneratalia villosae), Liziere de ierburi înalte hidrofile de câmpie și de nivel montan până la alpin, Râuri de munte și vegetația erbacee de pe malurile acestora.
La baza desemnării sitului se află mai multe specii protejate:
- păsări (34): pescăruș albastru (Alcedo atthis), gârliță mare (Anser albifrons), gâscă cenușie (Anser anser), fâsă-de-câmp (Anthus campestris), egretă mare (Ardea alba), stârc roșu (Ardea purpurea), stârc galben (Ardeola ralloides), buhai de baltă (Botaurus stellaris), pasărea ogorului (Burhinus oedicnemus), bătăuș (Calidris pugnax),  prundaș gulerat mic (Charadrius dubius), chirighiță neagră (Chlidonias niger), barză albă (Ciconia ciconia), barză neagră (Ciconia nigra), șerpar (Circaetus gallicus), erete de stuf (Circus aeruginosus), erete vânăt (Circus cyaneus), erete cenușiu (Circus pygargus), cioară de semănătură (Corvus frugilegus), cristeiul de câmp (Crex crex), șoim călător (Falco peregrinus), cocor (Grus grus), stârc pitic (Ixobrychus minutus), sfrâncioc roșiatic (Lanius collurio), ciocârlie de pădure (Lullula arborea), gaia neagră (Milvus migrans), gaia roșie (Milvus milvus), stârc de noapte (Nycticorax nycticorax), vultur pescar (Pandion haliaetus), viespar (Pernis apivorus), ciocănitoarea verde (Picus viridis), cresteț pestriț (Porzana porzana), fluierar de mlaștină (Tringa glareola), Zapornia parva
- amfibieni (2): Rana latastei, Triturus carnifex
- pești (8): Alosa fallax, Barbus plebejus, Cobitis bilineata, zglăvoacă (Cottus gobio), Lethenteron zanandreai, Protochondrostoma genei, Sabanejewia larvata, Salmo marmoratus

Pe lângă speciile protejate, pe teritoriul sitului au mai fost identificate 3 specii de plante, 3 specii de mamifere, 1 specie de reptile.